# Еберхард I фон Грюнинген-Ландау
Еберхард I фон Грюнинген-Ландау (на немски: Eberhard I. von Grüningen-Landa; * пр. 1267; † ок. 1323) е граф на Грюнинген-Ландау на замък Ландау на Дунав от страничната линия Грюнинген-Ландау на графовете на Вюртемберг.
Той е третият син на граф Хартман I фон Грюнинген († 1280) и втората му съпруга Хедвиг фон Феринген († 1315), дъщеря на граф Волфрад III фон Феринген († 1267/1268) и Анна († сл. 1254). Брат е на Лудвиг фон Грюнинген († 1300/1315), каноник в Аугсбург, и Конрад II фон Грюнинген-Ландау († 1300) и полубрат на Хартман II фон Грюнинген († 1275).
Баща му Хартман I отказва на новия крал Рудолф фон Хабсбург (упр. 1273 – 1291) да върне дарението си Грюнинген на империята, което води до дългогодишни военни конфликти и до пленяването му на 6 април 1280 г. Той умира след половин година затвор. Рудолф фон Хабсбург взема графската титла от синовете му. Те започват да се наричат фон Грюнинген-Ландау и по-късно само фон Ландау на замък Ландау на Дунав.
Еберхард I прави опит чрез женитбата му с Рихца/Рихица/Рехенца фон Калв-Льовенщайн да се установи в Унтерланд във Вюртемберг, но до 1300 г. всичките собствености там се загубват. През 1281 г. се продават замъка и графството Балцхайм и през 1323 г. и замък Ландау.

## Фамилия
Еберхард I фон Грюнинген-Ландау се жени пр. 28. юли 1294 г. за Рихца/Рихица фон Калв-Льовенщайн († сл. 1294), вдовица на граф Бертолд III фон Нойфен-Марщетен († 1291), дъщеря на граф Готфрид III фон Калв-Льовенщайн († сл. 1277) и Кунигунда фон Хоенлое-Романя († сл. 1253). Те имат три сина:

- Еберхард II фон Ландау († 28 юни 1368), женен I. за Ирмгард фон Пфирт († 1329), II. за Гута фон Гунделфинген или за Мехтилд фон Пфулинген (* пр. 1292; † сл. 1341)
- Конрад IV/V фон Грюнинген-Ландау († 14 април 1343/1362/63 в Италия)
- Еберхард, свещеник (1354)